# Fred Mella
Pour les articles homonymes, voir Mella.
Fred Mella, né le 10 mars 1924 à Annonay (Ardèche) et mort le 16 novembre 2019 à Goupillières (Yvelines), est un ténor français, soliste des Compagnons de la chanson.

## Biographie

### Famille et jeunesse
Né de parents italiens, Fred Mella est le deuxième de trois garçons, dont Jean est l'aîné, René le benjamin, nés français, alors que leur père n'a été naturalisé qu'en 1926. La mauvaise santé de leur mère, atteinte d'un pneumothorax, ramène la famille pendant quelques années dans le Piémont. Il revient en France à l'âge de 13 ans.
Sa famille aimant le bel canto, il a longtemps rêvé de devenir chanteur lyrique. À 17 ans, il est instituteur remplaçant pendant un an, puis il part pour Lyon rejoindre les Compagnons de la musique.

### Carrière musicale
Ténor et soliste des futurs Compagnons de la chanson, Fred Mella intègre Les Compagnons de la musique. Il y apprend sous la tutelle de Louis Liébard, l'assistant de l'ancien maître de chapelle de Dijon, les secrets du chant choral et de la chanson animée, avec, en particulier, l'art de démarrer une chanson à l'unisson sans que personne tienne la baguette. Comme celui de ses camarades, son destin bascule en 1944 après une rencontre avec Édith Piaf suivie d'une collaboration et de tournées. Un jour, Édith Piaf lui dédicace une photo en ces termes : « À Fred, mon concurrent direct pour Les Trois Cloches. » Puis, en février 1946, en sécession avec les Compagnons de la musique, jugé trop folkloriste alors que le music hall l'attire plus, il fonde les Compagnons de la Chanson qu'il ne quitte plus jusqu'en février 1985.
Pendant 25 ans après le dernier concert des Compagnons de la chanson, Fred Mella poursuit sa carrière en solo. Ainsi des années 1980 au milieu des années 1990, il intervient dans le cadre des animations de la foire d'Annonay juste avant sa suppression.  
Il est encore présent en octobre 2002 lors de l'inauguration de la place des Compagnons-de-la-Chanson à Lyon, à proximité de la rue du Champvert.
Fred Mella donne enfin un concert le 14 décembre 2008 à l'Olympia, 25 ans après avoir fait ses adieux avec les Compagnons dans cette même salle.
Le 29 septembre 2012, il clôt la soirée télévisée Hier encore à l'Olympia, organisée autour de Charles Aznavour, en interprétant Les Trois Cloches, soirée au cours de laquelle de jeunes interprètes reprennent les standards de la chanson française.

### Autres activités
Fred Mella expose des œuvres avec Paul Tourenne (ex-Les Frères Jacques) et Pierre Jamet (ex-Les Quatre Barbus). Il se déclare également « peintre refoulé » et ne rêve que de jouer au golf et de peindre dans sa maison de Goupillières, quand les Compagnons se séparent en 1985. Mais il succombe aux sirènes du public qui le réclame, même seul. Il enregistre un disque où il reprend certains des succès des Compagnons (Je reviens chez nous, Mes jeunes années et une version de l'Ave Maria de Schubert) et quelques nouveaux titres écrits pour lui par son ami Charles Aznavour, ainsi que  la chanson  C'était mon copain de Gilbert Bécaud et Louis Amade. Il crée son propre label : les disques Mi-Laur, du nom de ses deux enfants.
Il est l'auteur d'un livre, dans lequel il raconte sa vie, ses rencontres : Mes Maîtres enchanteurs.

### Vie privée
En 1947, Fred Mella épouse la comédienne québécoise Suzanne Avon (1923-2018), avec laquelle il a deux enfants, Michel, en 1950 comédien et Laurence.

### Mort
Fred Mella meurt le 16 novembre 2019 à l'âge de 95 ans dans sa maison de Goupillières, dans les Yvelines moins de deux mois après son frère René. Il est inhumé au cimetière communal de la même ville.

## Publications
Ouvrage
- Fred Mella, Mes Maîtres enchanteurs, Flammarion, 2006  (ISBN 978-2-08-068883-5)

Participation
- Frédéric Quinonero, Édith Piaf, Le temps d'illuminer, préface de Fred Mella, Éditions Didier Carpentier, 2008.